# Velino Selo (Republika Serbska)
Velino Selo (cyr. Велино Село) – wieś w Bośni i Hercegowinie, w Republice Serbskiej, w mieście Bijeljina. W 2013 roku liczyła 342 mieszkańców.